# Oncocnemis modesta
Oncocnemis modesta är en fjärilsart som beskrevs av Mcdunnough 1933. Oncocnemis modesta ingår i släktet Oncocnemis och familjen nattflyn. Inga underarter finns listade i Catalogue of Life.